# Бандай (Фукусіма)

37°33′43″ пн. ш. 139°59′18″ сх. д. / 37.56194° пн. ш. 139.98833° сх. д.
Банда́й (яп. 磐梯町, ばんだいまち, МФА: [bandai̯ mat͡ɕi̥]) — містечко в Японії, в повіті Яма префектури Фукусіма. Станом на 1 жовтня 2008 площа містечка становила 59,69 км². Станом на 1 січня 2009 населення містечка становило 3812 осіб.